# Immediate Music
Immediate Music é uma empresa musical sediada em Santa Monica, Los Angeles. Sua produção orquestral é similar à de X-Ray Dog, Future World Music, Brand X Music, Two Steps From Hell, Pfeifer Broz. Music, Epic Score e Audiomachine.

## Cinema
Desde 1992, fora licenciadas as músicas da Immediate Music para trailers comerciais tanto para a TV quanto para o cinema. Suas músicas em coros e orquestras foram muito usadas em propagandas comerciais de grandes empresas, incluindo a Walt Disney Pictures, Paramount Pictures, Sony Pictures, 20th Century Fox e a DreamWorks.
Suas músicas vêm sido destacadas em produções de grandes estilo cinematográfico, como em Homem-Aranha 2, Eu, Robô, Troia, Alien vs. Predador, A Ilha, Van Helsing, Hellboy II: O Exército Dourado, Wall-E, Homem de Ferro, As Crônicas de Nárnia: Príncipe Caspian, O Incrível Hulk, Valkyrie, Defiance e Piratas do Caribe: No Fim do Mundo, Avatar, e recentemente na série Harry Potter.

## Divulgação
Em 2006, a Immediate Music anunciou que teria sua primeira edição comercial em álbum sob o nome original Globus. O estilo Globus, cujo primeiro álbum foi intitulado Epicon, pode ser descrito como sendo uma fundição de cinematografia-moderna, música orquestral contemporânea com ritmos musicais mundial e seus gêneros.
A estréia mundial ao vivo de Globus aconteceu em The Grand Hall, Wembley, Londres, em 26 de Julho de 2006 e o álbum foi liberado em agosto daquele ano. Os cevadores de Mark Richardson foi caracterizado em tambores.

## Epicon
Epicon é o nome do álbum de debute da Immediate Music, e só foi liberado no Reino Unido em 2006. O álbum foi distribuído nos EUA em agosto de 2008. O DVD "Ao Vivo em Wembley" foi feito disponível para compra no dia 29 de Julho de 2008.

### Lista de faixas
- 1. "Preliator" - faixa originada de "Lacrimosa"
- 2. "Mighty Rivers Run" - faixa originada de "Where Mighty Rivers Run"
- 3. "Prelude" (On Earth As In Heaven) - faixa originada de "Prelude"
- 4. "Spiritus Khayyam" - faixa originada de "Spiritus Sancte" e "Spiritus Elektrus"
- 5. "La Coronacion" - faixa originada de "Coronation"
- 6. "Europa" - faixa originada de "Electric Romeo"
- 7. "Diem Ex Dei" - faixa originada de "Lucius Dei"
- 8. "Orchard Of Mines" - faixa originada de "Serenata"
- 9. "Crusaders Of The Light" - faixa originada de "Crusade"
- 10. "Madre Terra" - faixa originada de "Holy"
- 11. "Illumination" - faixa originada de "Euphrates"
- 12. "Take Me Away" - faixa originada de "Armed By Faith"
- 13. "Sarabande Suite" (Aeternae) - faixa originada de "Angel Terreste", "Redeemer" e "Strengeth and Honor" - em grande parte baseada no arranjo do filme de Leonard Rosenman de G.F., o "Sarabande" de Handel para o filme "Barry Lyndon" (1975)
- 14. "Porque Te Vas" (versão Globus) - cover de Jose Luis Perales

## Compositores

### Principais
| - Jeffrey Fayman - Yoav Goren |

### Secundaristas
| - Gregory Alper - Peitor Angell - Brian Arbuckle - Theodore Banta - Micah Barnes - Joel Beidner - George Bernhardt - Dana Bierman - Gregg Bissonette - Matt Bissonette - Jo Blankenburg - Peter Boshart - Doug Bossi - Jeff Bunnell - Jeff Calamusia - Carter Rodger - Nick Copeman - R Davies - Aida De Santis - Marcello Di Francisci - Vince DiCola - Aleksander Dimitrijevic - Steve Dougherty - Annabel Dudley - Timothy Edwards - Bill Forth |  | - Richard Friedman - Robert Fripp - Michael Fuller - Gideon Geza - Burt Goldstein - Lawrence Groupe - Kiki Susan Hall - M Hankinson - Paul Hanson - Danny Jacob - Pierre Julia - Takashi Kawai - Roger King - Chris Komashko - Fabrice Lefebvre - Jeanne Lefebvre - Gary Lionelli - Andre Marins - Kenny Meriedeth - Byron Metcalf - Bobbi Miller - Brian Miller - Leonard Moore - Daniel Mordujovich - John Morgan |  | - Fuzzbee Morse - Robert Oriol - Brian Otto - Jorge Palosious - Mark Philips - Derek Rakos - Regan Remy - Steve Roach - Suso Saiz - Mark Sandell - Joan Sceline - Franz Schubert - Brad Segal - Justin Skomarovsky - Ewa Slapa - David Steinberg - William Stromberg - Diego Stucco - Gil Talmi - Nicolas tenBroek - Traditional - John Van Tongeren - Frederick Vogler - Neil Watson - Jeff Whitley - Bernard Yin |

### Domiciliar (es)
| - John Samuel Hanson |